# 小石川
小石川（こいしかわ）は、東京都文京区の町名。または、旧東京市小石川区の範囲を指す地域名である。
この地域を南流する谷端川を小石川と呼んだことが地名の発祥となった。

## 小石川（地域）
東京都文京区のおよそ西半分を範囲とし、江戸・東京の山手を構成している地域の一つである。小石川は芝・麻布・赤坂・四谷・牛込・本郷と並ぶ、東京山手の外郭をなすエリアである。概ね東京旧市内で低地に比べ高台を多く占める旧区分を山手としている。そのため旧小石川区に属する小石川地域は山手に当たる。
本郷区との合併後も住居表示実施以前は「小石川○○町」と旧小石川区内大半の町が小石川を冠称していた。現在は町会、警察署や消防署、税務署等の管轄などで当時の区境や町境を継承している。
こんにゃくえんまで知られる源覚寺、伝通院など所在。小石川後楽園（史跡・名勝）は後楽に、小石川植物園（東京大学大学院理学系研究科附属植物園）は白山に所在する。石川啄木、幸田露伴がこの地に居を構えた。

### 歴史
文京一帯が北条氏に支配されていた当時の文書に「小石川」の地名があった。
江戸時代、武蔵国豊島郡小石川村は江戸の北辺に位置し、その多くは伝通院の寺領であったと伝わる。小石川の名は、伝通院の前の川に小石や砂が多かったことからついたとされる。
1878年に成立した東京15区の小石川区は八千代町、柳町、富坂、初音町、竹早町、久堅町等の地域をもって成立した（この区域は旧小石川村の地域と若干異なっている）。東京砲兵工廠を抱える小石川区は、明治中期以降の産業化によって「閑静な郊外」から「流入してきた労働者の居住地や銘酒屋街をもかかえ込む地域」へと大きく変貌した。
1889年の町村制施行とともに旧小石川区の一部と北豊島郡の小石川村、雑司ヶ谷村、巣鴨村、高田村のそれぞれ一部が合併し、新しい東京府東京市小石川区となった。また、旧小石川区の一部と北豊島郡小石川村の一部は北豊島郡高田村（1920年以降、高田町）に、さらに旧小石川区の一部は北豊島郡巣鴨町（前述の巣鴨村とは別の町）に合併された。
1923年（大正12年）、関東大震災で一帯が被災。盆栽業者が埼玉県に集団移転する。1924年（大正13年）、高級分譲地「大和村」がオープン。
1931年（昭和6年）、東京砲兵工廠が小倉工廠への移転を開始。1936年（昭和11年）に移転が完了すると跡地は売却され、1937年（昭和12年）に後楽園球場と後楽園遊園地が開業。1938年（昭和13年）に小石川後楽園が都立公園として一般開放。
1947年、本郷区と合併し文京区となる。

### 地域
- 大塚一丁目 - 六丁目
- 音羽一丁目・二丁目
- 春日一丁目・二丁目
- 小石川一丁目 - 五丁目
- 後楽一丁目・二丁目
- 小日向一丁目 - 四丁目
- 水道一丁目・二丁目
- 関口一丁目 - 三丁目
- 千石一丁目 - 四丁目
- 目白台一丁目 - 三丁目
- 白山二丁目 - 五丁目（一丁目は本郷地域）

## 小石川（町名）
小石川地域南東部に位置する。その大半が住宅地である。現行行政地名は小石川一丁目から小石川五丁目。

### 地価
住宅地の地価は、2025年（令和7年）1月1日の公示地価によれば、小石川2-9-13の地点で128万円/m2、小石川3-16-12の地点で101万円/m2、小石川5-17-12の地点で123万円/m2となっている。

### 世帯数と人口
2025年（令和7年）3月1日現在（文京区発表）の世帯数と人口は以下の通りである。
| 丁目         | 世帯数     | 人口     |
| ------------ | ---------- | -------- |
| 小石川一丁目 | 2,529世帯  | 5,050人  |
| 小石川二丁目 | 2,377世帯  | 4,456人  |
| 小石川三丁目 | 2,949世帯  | 5,827人  |
| 小石川四丁目 | 2,095世帯  | 4,226人  |
| 小石川五丁目 | 3,215世帯  | 6,082人  |
| 計           | 13,165世帯 | 25,641人 |

#### 人口の変遷
国勢調査による人口の推移。
| 年                 | 人口   |
| ------------------ | ------ |
| 1995年（平成7年）  | 15,351 |
| 2000年（平成12年） | 15,856 |
| 2005年（平成17年） | 18,790 |
| 2010年（平成22年） | 20,649 |
| 2015年（平成27年） | 22,640 |
| 2020年（令和2年）  | 24,545 |

#### 世帯数の変遷
国勢調査による世帯数の推移。
| 年                 | 世帯数 |
| ------------------ | ------ |
| 1995年（平成7年）  | 6,471  |
| 2000年（平成12年） | 7,281  |
| 2005年（平成17年） | 9,280  |
| 2010年（平成22年） | 10,757 |
| 2015年（平成27年） | 11,923 |
| 2020年（令和2年）  | 12,871 |

### 学区
区立小・中学校に通う場合、学区は以下の通りとなる（2020年9月現在）。
| 丁目         | 番地 | 小学校             | 中学校             |
| ------------ | --- | ------------------ | ------------------ |
| 小石川一丁目 | 25番4号（一部） 25番5〜9号                                                                                            | 文京区立柳町小学校 | 文京区立茗台中学校 |
| 小石川一丁目 | 9〜24番 25番1〜3号 25番4号（一部） 25番10〜15号 26〜28番                                                              | 文京区立柳町小学校 | 文京区立第三中学校 |
| 小石川一丁目 | 1〜8番 | 文京区立礫川小学校 | 文京区立第三中学校 |
| 小石川二丁目 | 1〜17番 18番1〜2・24号 19〜22番                                                                                       | 文京区立礫川小学校 | 文京区立第三中学校 |
| 小石川二丁目 | 18番3・8〜23号 23〜25番                                                                                               | 文京区立柳町小学校 | 文京区立第三中学校 |
| 小石川三丁目 | 23番4〜7号 24番3〜15号 30番6号 31番4〜6号 33〜39番                                                                    | 文京区立柳町小学校 | 文京区立茗台中学校 |
| 小石川三丁目 | 26番1〜2・14〜24号 27〜29番 30番1〜3・9〜13号 31番1〜3・7〜12号                                                       | 文京区立柳町小学校 | 文京区立第三中学校 |
| 小石川三丁目 | 1〜5番 6番1〜6号 7番 8番10号（一部） 8番11〜17号 9〜22番 23番1〜3・8〜9号 24番1〜2・16〜17号 25番 26番3・8〜13号 32番 | 文京区立礫川小学校 | 文京区立第三中学校 |
| 小石川三丁目 | 6番7〜15号 | 文京区立金富小学校 | 文京区立茗台中学校 |
| 小石川三丁目 | 8番1〜9号 8番10号（一部）                                                                                             | 文京区立礫川小学校 | 文京区立茗台中学校 |
| 小石川四丁目 | 1〜6番 | 文京区立金富小学校 | 文京区立茗台中学校 |
| 小石川四丁目 | 7〜14番 15番9〜16号 16番21〜24号                                                                                      | 文京区立柳町小学校 | 文京区立茗台中学校 |
| 小石川四丁目 | 15番6〜8・17号 16番11・13〜14号                                                                                       | 文京区立窪町小学校 | 文京区立第一中学校 |
| 小石川四丁目 | 16番25〜26号 17〜22番                                                                                                 | 文京区立窪町小学校 | 文京区立茗台中学校 |
| 小石川五丁目 | 10番1〜3号、17〜20号 10番4号（一部） 40番16〜17号 40番18号（一部） 41番1〜3号、11〜15号                               | 文京区立窪町小学校 | 文京区立茗台中学校 |
| 小石川五丁目 | 1〜9番 10番4号（一部） 11〜39番、40番1〜14号 40番18号（一部） 40番21号、41番6〜10号                                   | 文京区立窪町小学校 | 文京区立第一中学校 |

### 交通

#### 鉄道
- 都営地下鉄春日駅（ 大江戸線  三田線）
- 東京地下鉄後楽園駅（ 丸ノ内線  南北線）

#### 路線バス
- 都営バス

#### 道路
- 国道254号（春日通り）
- 東京都道301号白山祝田田町線（白山通り）
- 東京都道436号小石川西巣鴨線 （千川通り）[要出典]

### 事業所
2021年（令和3年）現在の経済センサス調査による事業所数と従業員数は以下の通りである。
| 丁目         | 事業所数    | 従業員数 |
| ------------ | ----------- | -------- |
| 小石川一丁目 | 325事業所   | 10,921人 |
| 小石川二丁目 | 218事業所   | 2,001人  |
| 小石川三丁目 | 150事業所   | 1,157人  |
| 小石川四丁目 | 187事業所   | 4,719人  |
| 小石川五丁目 | 351事業所   | 3,398人  |
| 計           | 1,231事業所 | 22,196人 |

#### 事業者数の変遷
経済センサスによる事業所数の推移。
| 年                 | 事業者数 |
| ------------------ | -------- |
| 2016年（平成28年） | 1,125    |
| 2021年（令和3年）  | 1,231    |

#### 従業員数の変遷
経済センサスによる従業員数の推移。
| 年                 | 従業員数 |
| ------------------ | -------- |
| 2016年（平成28年） | 16,278   |
| 2021年（令和3年）  | 22,196   |

### 施設

#### 行政
- 富坂警察署

#### 教育
- 東京学芸大学附属竹早中学校
- 東京学芸大学附属竹早小学校
- 東京都立竹早高等学校
- 文京区立第一中学校
- 文京区立柳町小学校
- 文京区立礫川小学校

#### 企業
- エーザイ本社
- 共同印刷本社・工場
- 太平洋セメント本社
- 日本郵便小石川郵便局

#### 観光
- 源覚寺
- 伝通院
- 善仁寺

### その他

#### 日本郵便
- 郵便番号 : 112-0002[8]（集配局 : 小石川郵便局[21]）。

## 画像

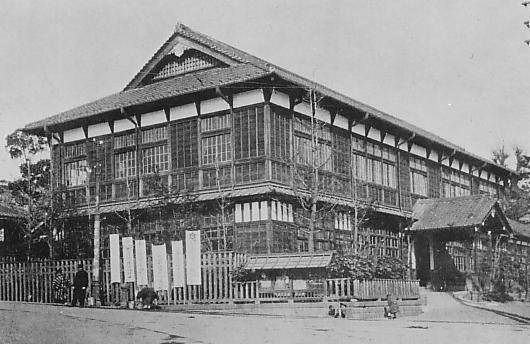
旧小石川区役所
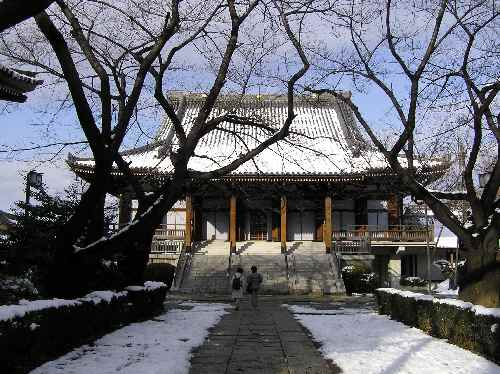
伝通院